# Ranitomeya amazonica
Ranitomeya amazonica (Syn.: Dendrobates amazonicus) ist ein Froschlurch aus der Familie der Baumsteigerfrösche (Dendrobatidae), die auch als Pfeilgiftfrösche bezeichnet werden. Der 1999 beschriebene Frosch lebt in den Regenwäldern am Amazonas in Peru.

## Merkmale
Mit einer Länge zwischen 16 und 19 Millimetern ist Ranitomeya amazonica ein relativ kleiner Baumsteigerfrosch. Die Haut dieser Art ist glatt, ihre Grundfärbung ist schwarz. Sie besitzt jedoch auf dem Rücken und an den Seiten sowie oberhalb und unterhalb des Mauls auffällige orangerot bis rot gefärbte Streifen. Diese Streifen können in Richtung des Kopfes einen Farbverlauf von hellorange bis rot zeigen und ähneln damit der Färbung von Flammen. Sie sind im Nackenbereich meist zu einem großen Y verschmolzen, selten sind sie wie bei der nahe verwandten Art der Bauchflecken-Baumsteiger vollständig getrennt. Meist weisen die Frösche auch einen schwarzen Nasenfleck auf.
Bauch, Flanken und Gliedmaßen sind ganz anders gefärbt. Sie weisen ein Netzwerk in blaugrüner bis grauer Farbe auf, zwischen dem die schwarze Grundfarbe in verschieden großen runden und ovalen Flecken und Punkten erscheint. Auf dem Bauch sind diese Punkte größer, an der Flanke wird das Netzwerk durch ein schwarzes Band vom orangefarbenen Lateralstreifen getrennt.
Die Nasenlöcher stehen nah am Rand der kurzen Schnauze. Die Art besitzt keine Zahnbildungen. Das Tympanum, eine membranartige Struktur des Hörsinnesorgans der Frösche, sitzt hinter den Augen und hat die Form eines vertikalen Ovals. Sein Durchmesser ist zirka halb so groß wie der Augendurchmesser.
An den Vordergliedmaßen ist der erste Finger kürzer als der zweite, der dritte Finger ist der längste. Die Fingerscheibe ist an diesem Finger 2,6 Mal so breit wie der Finger. Auch an den anderen Fingern sind die Fingerscheiben verbreitert. An den Hintergliedmaßen hat die erste Zehe keine Zehenscheibe. Die anderen, längeren Zehen haben eine leicht verbreiterte Zehenscheibe, die ungefähr 1,6 Mal so breit wie die Zehe ist.

## Verbreitung und Lebensraum
Der Fundort des von Rainer Schulte 1999 beschriebenen Typusexemplars liegt in den feuchtheißen Tieflandregenwäldern um Iquitos in der Region Loreto in Peru. Schulte trennte nach morphologischen Gesichtspunkten die neue Art von der Gruppe der Bauchflecken-Baumsteiger (Ranitomeya ventrimaculata), die wahrscheinlich eine Sammelart mehrerer Arten darstellt. Es ist jedoch nicht sicher, dass alle vom Erstbeschreiber genannten Populationen entlang des namengebenden Amazonas in Peru, Ecuador, Kolumbien, Guyana und Französisch-Guayana zu Ranitomeya amazonica gehören. Das Verbreitungsgebiet ist nicht zusammenhängend und schwer von dem des Bauchflecken-Baumsteigers abzugrenzen. Einige Populationen innerhalb dieses Gebiets unterscheiden sich molekulargenetisch voneinander.
Andere ähnliche Arten im Verbreitungsgebiet unterscheiden sich hingegen relativ deutlich von Ranitomeya amazonica, entweder durch ihr Zeichnungsmuster wie Ranitomeya variabilis oder durch ihre kleinere Körperlänge wie Ranitomeya ignea.

## Lebensweise
Die Gelege von Ranitomeya amazonica bestehen aus vier bis sechs schwarz gefärbten Eiern von rund einem Millimeter Durchmesser. Die Eier werden in kleinen Phytotelmata, das sind mit Regenwasser gefüllte Pflanzenteile, abgesetzt. Meist sind es wassergefüllte Bromelientrichter der Gattung Guzmania, die in rund 5 Metern Höhe an lichten Stellen des Regenwaldes als Epiphyt auf den Bäumen wächst. Die Kaulquappen sind omnivor und ernähren sich bei Futtermangel kannibalistisch von den Eiern oder frisch geschlüpften Larven der eigenen Art.
Nach 12 bis 16 Tagen schlüpfen die schwarz gefärbten Kaulquappen und zeigen bei einer Temperatur von 22 °C nach rund 70 Tagen die ersten Farben. Innerhalb von insgesamt rund 75 Tagen entwickeln sie sich zum fertigen Frosch. Nach sechs Monaten sind die Männchen geschlechtsreif. Sie stecken ihr Revier ab und präsentieren sich durch ihre Rufe. Die Weibchen können nach acht bis zehn Monaten ihre ersten Laiche ablegen. Manchmal legen mehrere Weibchen ihre Eier in dasselbe Phytotelma.
Die Frösche können drei bis fünf Jahre alt werden.

## Hautgifte
Wie die meisten Baumsteigerfrösche sondert auch die Art Ranitomeya amazonicas über Hautdrüsen Gifte ab, die sie vor Pilz- und Bakterienbefall schützt. Darüber hinaus werden durch das Gift auch Fressfeinde abgeschreckt. Die leuchtenden Farben des Frosches dienen dabei als Warnsignal. Die Zusammensetzung der Hautgifte ist für die Populationen um Iquitos noch nicht untersucht worden. Für die Populationen am Río Nanay in Peru, die aber von vielen Wissenschaftlern der nahe verwandten Art Ranitomeya ventrimaculata zugerechnet werden, wurden als Gifte hauptsächlich Pumiliotoxine und Histrionicotoxine identifiziert. Diese kommen auch auf der Haut anderer so genannter Pfeilgiftfrösche vor, z. B. Pumiliotoxine beim Erdbeerfröschchen (Dendrobates pumilio) und Histrionicotoxine bei Oophaga histrionica. Für das Pfeilgift der indigenen Bevölkerung des Amazonas werden jedoch in der Praxis nur drei Arten der Gattung Phyllobates verwendet. Die Bildung der Hautgifte ist bei den Baumsteigerfröschen vom Nahrungsangebot abhängig. So werden etwa bei der Terrarienhaltung wegen des Fehlens bestimmter Beutetiere im Nahrungsspektrum keine Hautgifte gebildet. Die Annahme, dass die Zusammensetzung der Gifte zur Unterscheidung der Arten herangezogen werden könne, hat sich als nicht zutreffend erwiesen.

## Taxonomie
Zur Zeit der Erstbeschreibung von Ranitomeya amazonica wurden ausschließlich morphologische Merkmale zur Artunterscheidung herangezogen. Diese sind aber sowohl bei Ranitomeya amazonica, als auch bei den verwandten Arten im Amazonasgebiet sehr variabel. Es bestanden daher Zweifel, ob alle im Verbreitungsgebiet lebenden Populationen wirklich der neuen Art angehörten. Es stellte sich jedoch heraus, dass sich Ranitomeya amazonica sowohl molekulargenetisch, als auch durch die Art der Ruflaute der Männchen, deutlich von jenen Gruppen von Fröschen unterscheidet, die damals vielfach als Ranitomeya ventrimaculata bezeichnet wurden, heute aber zu Ranitomeya variabilis gezählt werden. Generell kann man sagen, dass alle Varianten mit roten oder grell orangen Farbtönen zu Ranitomeya amazonica gezählt werden können. Südlich von Iquitos, im Gebiet des Río Tigre, überschneiden sich die Verbreitungsgebiete von Ranitomeya amazonica und Ranitomeya variabilis, die beiden Arten leben dort wahrscheinlich sympatrisch.

## Gefährdung
Die Art ist im Washingtoner Artenschutzabkommen im Anhang II unter ihrem früheren Namen Dendrobates amazonicus verzeichnet. Es müssten also Aus- bzw. Einfuhrgenehmigungen für diesen Pfeilgiftfrosch erteilt werden. Obwohl keine Ausfuhrgenehmigungen ausgestellt wurden, ist Ranitomeya amazonica in Nordamerika und Europa häufig im Zoofachhandel erhältlich. Die IUCN gibt den Gefährdungsstatus der Art mit „Data Deficient“ (keine ausreichenden Daten) an, da nicht geklärt werden kann, welche der im Handel erhältlichen Tiere aus Wildfängen und wie viele aus Zuchten stammen. Außerdem ist wegen der schwierigen Artenabgrenzung die Individuenzahl schwer abschätzbar. Die IUCN weist darauf hin, dass nur ein kleiner Teil der Populationen in einem Schutzgebiet lebt, und zwar in der peruanischen Reserva Nacional Allpahuayo Mishana. Sowohl das Schutzgebiet als auch die ungeschützten Habitate im Regenwald verringern sich durch zunehmende Aktivitäten der Landwirtschaft.
Anlässlich der UN-Artenschutzkonferenz im japanischen Nagoya im Oktober 2010 wurde der farbenprächtige Frosch zusammen mit anderen zwischen 1999 und 2009 im Amazonasgebiet neu entdeckten Arten vom WWF der internationalen Presse vorgestellt.